# Dövalen
Dövalen är en sjö i Ydre kommun i Östergötland och ingår i Motala ströms huvudavrinningsområde. Sjön har en area på 0,0541 kvadratkilometer och ligger 213,2 meter över havet.

## Delavrinningsområde
Dövalen ingår i det delavrinningsområde (641271-147002) som SMHI kallar för Namn saknas. Medelhöjden är 218 meter över havet och ytan är 16,81 kvadratkilometer. Räknas de 13 avrinningsområdena uppströms in blir den ackumulerade arean 395,7 kvadratkilometer. Bulsjöån som avvattnar avrinningsområdet har biflödesordning 3, vilket innebär att vattnet flödar genom totalt 3 vattendrag innan det når havet efter 200 kilometer. Avrinningsområdet består mestadels av skog (83 procent). Avrinningsområdet har 0,05 kvadratkilometer vattenytor vilket ger det en sjöprocent på 0,3 procent. Bebyggelsen i området täcker en yta av 0,89 kvadratkilometer eller 5 procent av avrinningsområdet.